# Osiedle Wysoka Łódzka (Piotrków Trybunalski)
Osiedle "Łódzka-Wysoka-Sadowa" – osiedle i jednostka pomocnicza Piotrkowa Trybunalskiego.

## Położenie
Obszar działania jednostki pomocniczej Miasta Osiedle "Łódzka-Wysoka-Sadowa" znajduje się na terenie miasta Piotrkowa Trybunalskiego i obejmuje teren ograniczony następującymi ulicami:
- od północy: granice miasta od torów kolejowych do ul. Łódzkiej,
- od południa: ul. Wojska Polskiego (północna strona) na odcinku od torów kolejowych do ul. Sadowej,
- od wschodu: tory kolejowe na odcinku od ul. Wojska Polskiego do ul. Trybunalskiej,
- od zachodu: ul. Sadowa (wschodnia strona), ul. Łódzka (wschodnia strona) na odcinku od ul. Sadowej do granic miasta.

## Budynki
Osiedle zabudowane w technologii wielkiej płyty w latach 70.

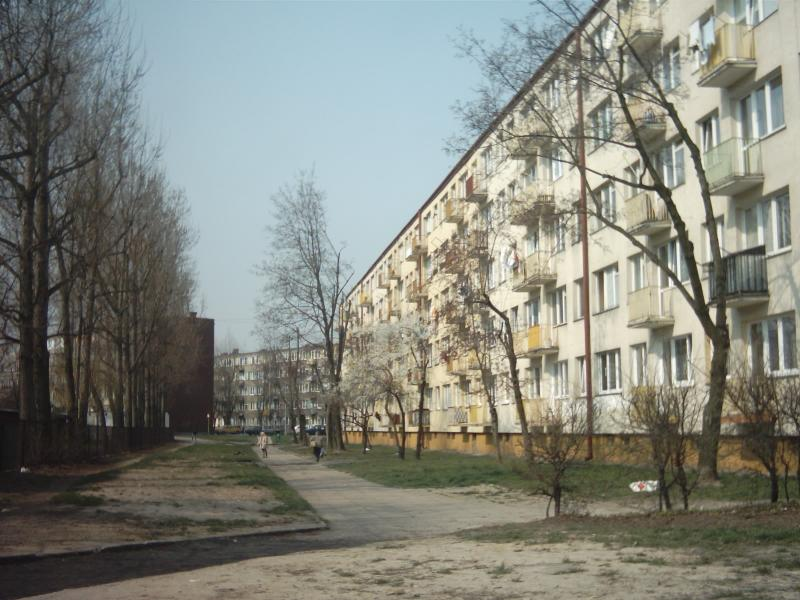
Widok osiedla

## Edukacja
- Przedszkole Samorządowe im. Misia Uszatka
- Szkoła Podstawowa nr 3 im. Szarych Szeregów
- Gimnazjum nr 3 im. Aleksandra Kamińskiego (1999-2019)
- Harcerski Związek Drużyn 54-tych im. Stefana Mirowskiego

## Zobacz
- Parafia Miłosierdzia Bożego w Piotrkowie Trybunalskim